# トゥエンティ・ワン
『トゥエンティ・ワン』（Twenty One）は、イギリスのロックバンド、ミステリー・ジェッツの2枚目のアルバムである。本国イギリスでは2008年3月24日、日本では2008年5月14日に発売された。

チャートでは初登場50位に終わったが、間もなくアズテック・カメラのヒット曲「イン・マイ・ハート」（Somewhere In My Heart）のカバーを追加収録した新装盤がリリースされ、こちらは42位を記録した。

## 収録曲
- Hideaway（ハイダウェイ）
- Young Love（ヤング・ラブ）
- Half In Love With Elizabeth（ハーフ・イン・ラヴ・ウィズ・エリザベス）
- Flakes（フレイクス）
- Veiled In Grey（ヴェイルド・イン・グレイ）
- Two Doors Down（トゥー・ドアーズ・ダウン）
- MJ（MJ）
- Umbrellahead（アンブレラヘッド）
- Hand Me Down（ハンド・ミー・ダウン）
- First To Know（ファースト・トゥ・ノウ）
- Behind The Bunhouse（ビハインド・ザ・バンハウス）
- Twenty One（トゥエンティ・ワン）（隠しトラック）
- Somewhere In My Heart（イン・マイ・ハート）（イギリス新装盤ボーナス・トラック）
- Metal Soul（メタル・ソウル）（日本盤ボーナス・トラック）
- Girl Shaped Gun（ガール･シェイプド・ガン）（日本盤ボーナス・トラック）

## シングル
- Young Love（ヤング・ラブ）
- Two Doors Down（トゥー・ドアーズ・ダウン）
- Half In Love With Elizabeth（ハーフ・イン・ラヴ・ウィズ・エリザベス）